# Seevorstadt-Ost/Großer Garten
Seevorstadt-Ost/Großer Garten mit Strehlen-Nordwest ist ein statistischer Stadtteil im Dresdner Stadtbezirk Altstadt. Er liegt am südöstlichen Rand des Stadtzentrums im Bereich der Dresdner Vorstädte.

## Gliederung
Zum statistischen Stadtteil gehören Teile der Gemarkungen Altstadt I (insbesondere die östliche Seevorstadt), Altstadt II (Großer Garten) und Strehlen. Er gliedert sich in die folgenden sechs statistischen Bezirke:
- 031 Seevorstadt-Ost (Prager Str.)
- 032 Seevorstadt-Ost (Räcknitzstr.)
- 033 Seevorstadt-Ost (Lindengasse)
- 034 Strehlen (Tiergartenstr.)
- 035 Großer Garten
- 036 Bürgerwiese/Blüherpark

## Lage
Der statistische Stadtteil ist im Norden von der Inneren Altstadt und der Pirnaischen Vorstadt, im Nordosten von Johannstadt-Süd und Striesen-Süd mit Johannstadt-Südost, im Südosten von Gruna mit Strehlen-Nordost, im Süden und Südwesten von Strehlen mit Reick-Nordwest, Südvorstadt-Ost und -West sowie im Westen von Wilsdruffer Vorstadt/Seevorstadt-West umgeben.
Die Grenzen des Stadtteils werden gebildet durch die Nord- und Ostseite des Großen Gartens, die Strecke der Dresden-Bodenbacher Eisenbahn, die Reitbahn- und Waisenhausstraße und die zwischen Georg- und Straßburger Platz verlaufende Südgrenze der Pirnaischen Vorstadt.
Im Stadtteil befinden sich neben dem Dresdner Hauptbahnhof die Einkaufsmeile Prager Straße, das Hygienemuseum, die Güntzwiesen mit dem Rudolf-Harbig-Stadion, die Autofabrik Gläserne Manufaktur sowie die Parkanlagen Bürgerwiese, Blüherpark und Großer Garten mit Zoo und Botanischem Garten.

## Verkehr
Durch den Stadtteil verlaufen die Bundesstraße 170, die ein Autobahnzubringer zur A 17 ist, und die Staatsstraße 172 (ehemalige Bundesstraße 172). Außerdem befinden sich hier mit der Wiener, Lenné- (26er Ring) und Tiergartenstraße mehrere Hauptstraßen der Stadt, die zudem durch eine Vielzahl öffentlicher Verkehrsmittel befahren wird. Im Stadtteil liegen 23 Straßenbahn- und 13 Bushaltestellen sowie die beiden S-Bahnhöfe Strehlen und Hauptbahnhof. Über letzteren besteht Anschluss an alle vier S-Bahn-Linien der Stadt.

## Parkanlagen
Im Stadtteil befinden sich mehrere Parkanlagen: 
- Blüherpark
- Bürgerwiese
- Großer Garten